# 1917 au Manitoba
Chronologie du Manitoba
- 1913
- 1914
- 1915
- 1916
- 1917
- 1918
- 1919
- 1920
- 1921

Cette page concerne des événements d'actualité qui se sont produits durant l'année 1917 dans la province canadienne du Manitoba.

## Politique
- Premier ministre : Tobias Crawford Norris
- Chef de l'Opposition :
- Lieutenant-gouverneur : James Albert Manning Aikins
- Législature :

## Naissances
- Morley Mitchell Cohen est un homme d'affaires québécois né à Winnipeg.

- 27 mai : Dick Kowcinak (né à Winnipeg — mort le 6 septembre 2011 à Sarnia, dans la province de l'Ontario) est un joueur professionnel canadien de hockey sur glace.

- 17 juin : Dufferin Roblin, (mort le 30 mai 2010) est un homme d'affaires et homme politique canadien. Connu sous le nom de "Duff", il a été premier ministre du Manitoba de 1958 à 1967.

- 15 septembre : Alfred George « Alf » « The Embalmer » Pike (né à Winnipeg — mort le 1er mars 2009 à Calgary, dans la province de l'Alberta au Canada) est un joueur professionnel et un entraîneur de hockey sur glace canadien qui évoluait en position d'attaquant.